# جشن (فیلم ۱۹۹۸)
جشن (انگلیسی: Festen) فیلمی در ژانر درام به کارگردانی توماس وینتربرگ است که در سال ۱۹۹۸ منتشر شد. از بازیگران آن می‌توان به اولریش تامسن، توماس بو لارسن، کلاوس بوندام و ترینه دورهلم اشاره کرد.